# Жінки козацької доби

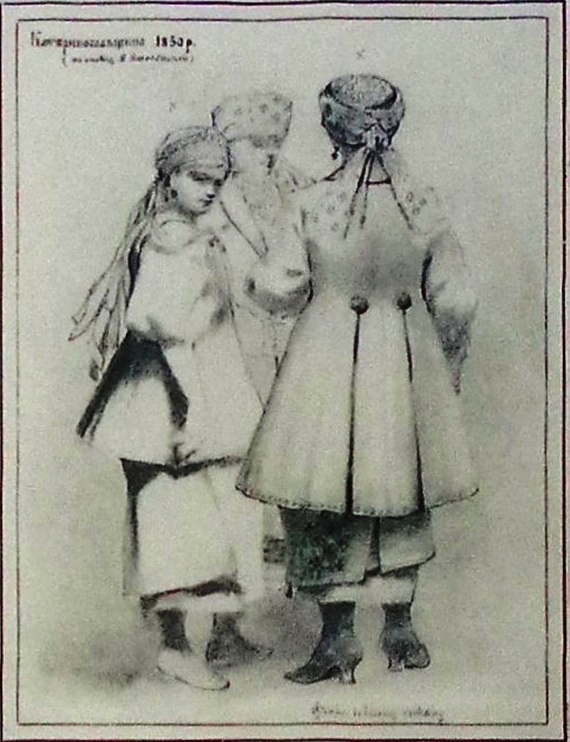
А. Ждаха. Дівчата та жінки в білому кіндяку з Катеринославщини

Українські жінки-козачки, як ніде більше в Європі чи Азії, мали повну свободу для самовираження і правову дієздатність, були лікарками-цілительками, зміцнювали міські укріплення, виконували розвідницькі функції, вишивали золотом прапори, створювали пісні та думи, опікувались освітою, наукою і церквою, керували двором, шинком і державою. На чолі козацько-селянських загонів жінки не раз нападали на сусідів-ворогів і боронили свій край від чужинців.

## Маргіналізація теми
Під впливом історіографічних традицій сусідів України, вітчизняні дослідники середини ХІХ-ХХ ст. практично оминали «неформатне», помічене потужним впливом військового чинника життя українських жінок XVI – першої половини XVII ст. Вивчення історії – соціальна діяльність, підпорядкована тенденціям часу і місця, під впливом ідеологій, національних та інтернаціональних стереотипів мислення.

## Суспільне становище жінки козацької доби
В Україні ХVІ–ХVІІ століть суспільне становище жінок, на відміну від Західної Європи, залежало не від суспільного статусу чоловіка, а від їх власного майнового становища. Правове становище жінок нормував Литовський Статут, у карних та цивільних постановах якого був закріплений принцип рівного права для чоловіків та для жінок. Забезпечивши майнову незалежність жінок та їхні права на успадкування землі, Литовський Статут цим узаконив рівний з чоловіком правовий статус. Серед шляхтянок та міщанок було поширене вживання власної окремої печатки, на якій були вирізані її ім’я та герб, таку печатку жінка прикладала до різного роду документів та записів.

### Материзна
Материзна була унікальною юридичною конструкцією, яка побутувала лише в українському звичаєвому праві. Материзна – це посаг жінки у вигляді нерухомості, або наділу землі, який ніколи не входив у загальносімейне майно, не ділився між членами сім’ї, а передавався у спадок лише по материнській лінії і становив, таким чином, окремий жіночий юридично-майновий інститут.

### Карність зґвалтування
До найтяжчих злочинів запорожці зараховували “кривду заподіяну жінці, коли козак знеславить жінку як не належить”, бо такий злочин “до знеславлення усього війська Запорізького служить”. Іван Сірко за кривду, заподіяну козаком полоненій туркені, черкешенці чи татарці, засуджував винного до страти. У вироках, записаних до “Войска Запорозкого козацкого Прилукского полка Справой книги” сказано, що в 1707 році за згвалтування прилуцької жительки Гребенички було страчено П. Микитченка. 

### Шлюб

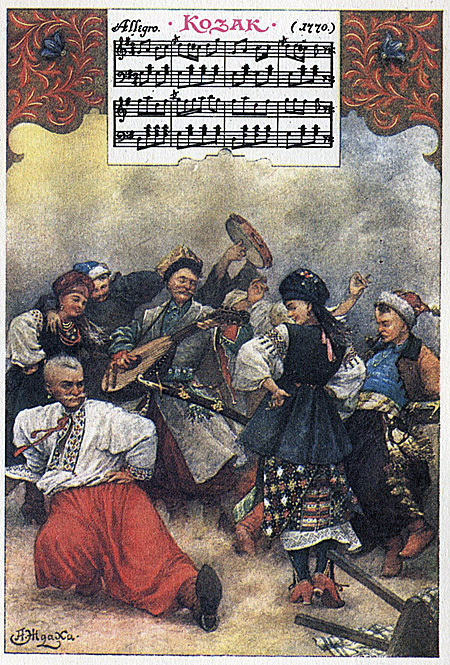
А. Ждаха. Козак

Справжнє подружжя започатковувало не церковне вінчання, а публічне святкування за відомим ритуалом акту весілля (проведення двох ритуалів: передчасного – “змовини” та “заручини”, та безпосередньо “весілля”, що супроводжувались традиційними обрядами). Обов’язкове віно робило жінку матеріально незалежною від чоловіка за його життя і забезпечувало її у вдовуванні. 
Стосунки в подружжі були рівноправними, теплими і часто з подякою за такі стосунки дружини дарували своїм чоловікам власне майно, більшість зроблених дарчих записів закінчуються формулою причини дарування: “Мужу своєму в знак щирої любові до нього і пошани за таку ж любов з його боку”. Чоловіки також дарували дружинам майно в подяку “за подружню любов та вірність”. 
Серед козацьких дружин, зі слів Й. Роллє, були "не лише місцеві з походження, а й шляхетні польки, єврейки, молдаванки, вірменки і навіть іноді татарки". Випадки одруження запорожців із захопленими у полон жінками були нормою козацького життєустрою. 
За злочин перелюбства козаків карали і на Січі, і на Гетьманщині. У вироках, записаних до “Справой Книги”, говориться, що парубка Грицька за цей гріх засуджено до спалення на вогнищі.

### Розлучення

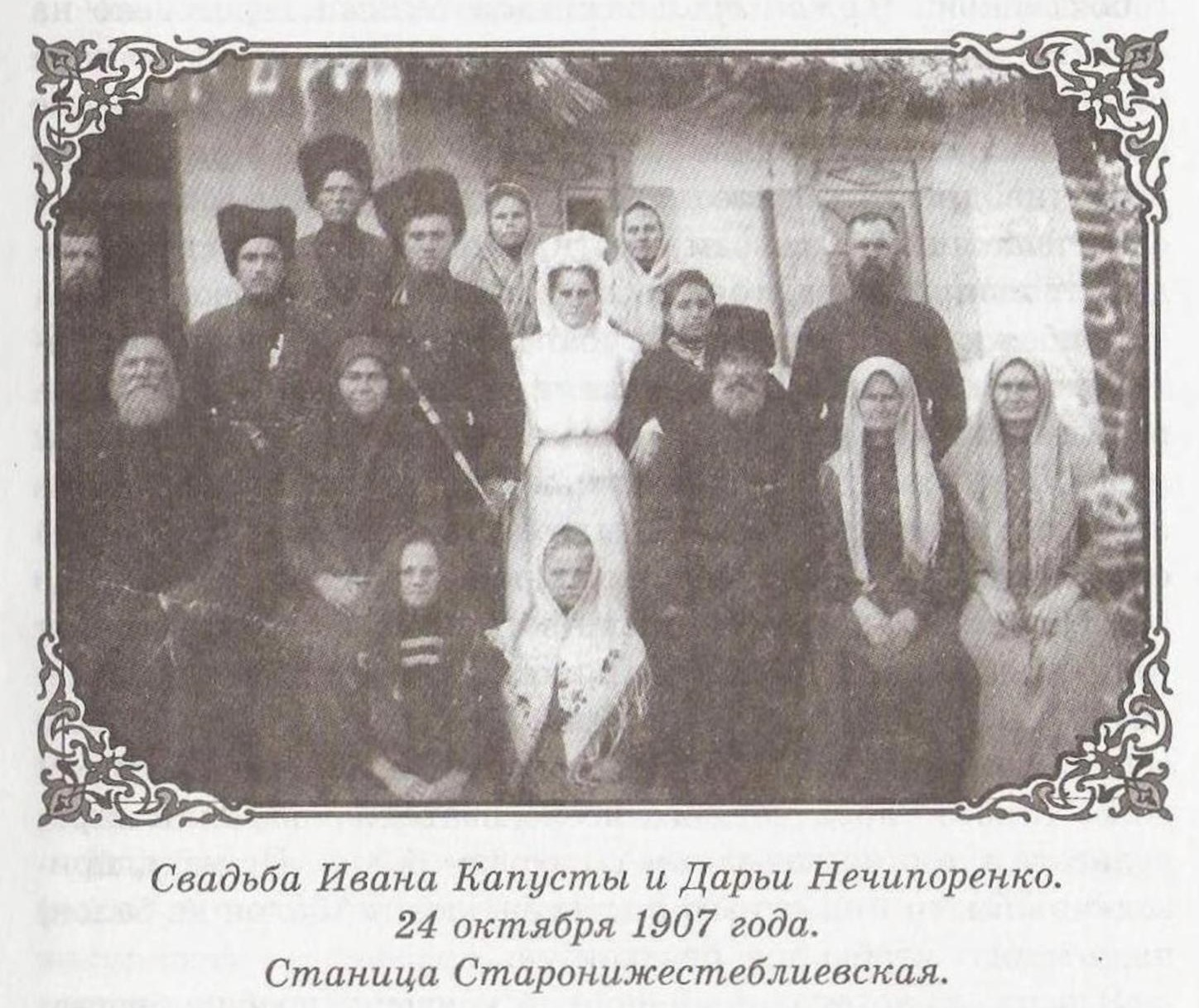

Розлучення в Україні ХVІ-ХVІІ століть було унікальним явищем для середньовічної Європи. Воно відбувалось не лише з причин, які допускала церква, а й через незгоду у подружжі, через втрату довіри та любові, або хронічну хворобу когось із подружжя. Процес розлучення відбувався шляхом подання обопільної “протестації” з визначенням матеріальних умов та прав дітей. Жінки-селянки також мали право ініціативи як в укладанні шлюбу, так і в розлученні.
Суворе життя накладало відбиток – якщо чоловік був забраний в неволю чи не повернувся з походу, жінка через кілька років мала право вийти заміж. Так само в аналогічних випадках з чоловіками. Могли виникнути казуси, коли згодом людина поверталася з неволі (відомо, що у Кримському ханстві після тривалого часу перебування в гаремі жінок відпускали з наймолодшою дитиною).

### Материнство
В тогочасній Україні народжуваність була високою. Павла Алеппського вражало, що «їх [дітей] було як піщинок... більше ніж трави... більше ніж зірок на небі і морського піску», що майже в кожній сім'ї понад 10 дітей, вони виходили з хат, щоб подивитися на арабське посольство, різниця віку була біля року, і вони виходили за зростом – від старшого до найменшого. 
В країні було багато сиріт і вдів через постійні війни, але існувала й добра система соціального забезпечення, в якій значна роль відводилася церкві. Така традиція зберігалася й надалі, в конституції 1710 р. гетьмана Пилипа Орлика підкреслювалась необхідність захисту прав вдів і сиріт.

## Підприємиці

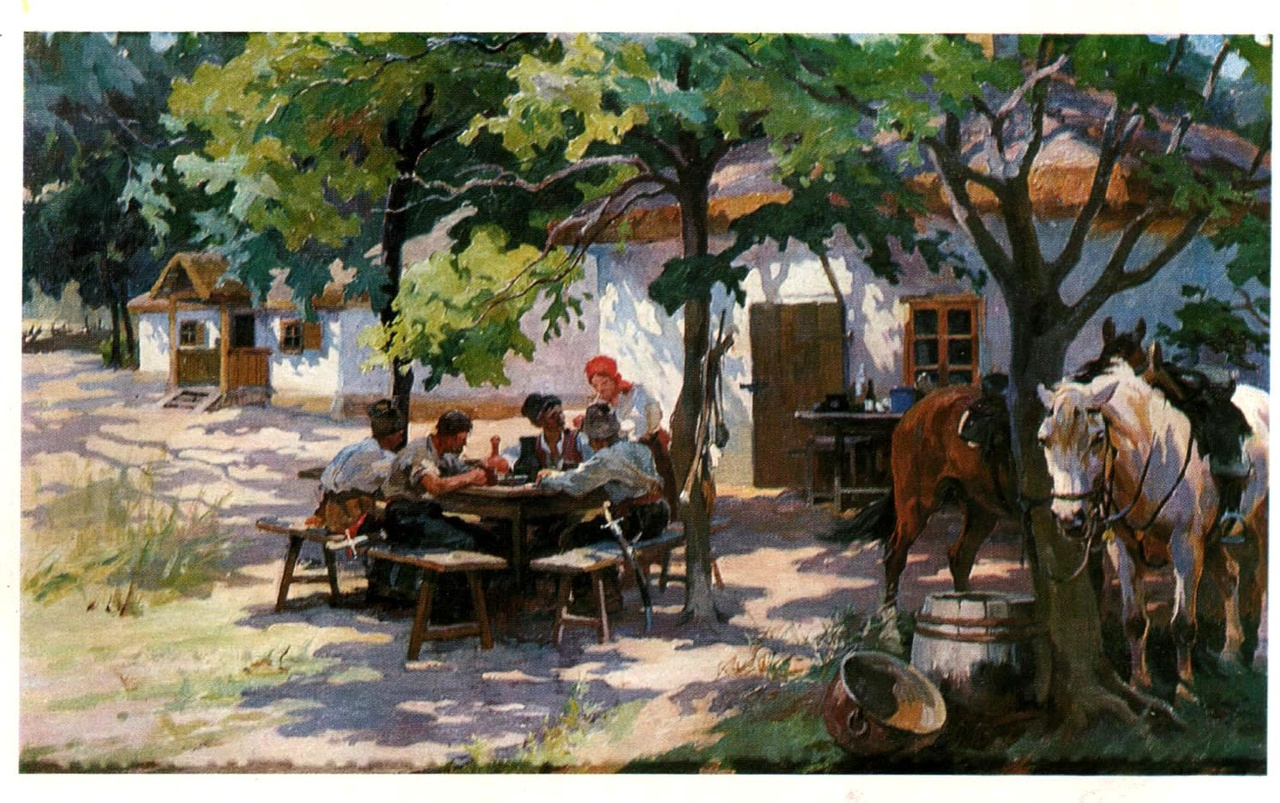
Микола Самокиш, «Запорожці обідають» або «Запорожці біля корчми» 1917 р.

Серед тогочасних документів актових книг багато свідчень про участь жінок усіх станів у торговельних відносинах, особливо у дрібній торгівлі. У середині XVI століття тільки у м. Крем'янці було 70, у Луцьку – 40, у Холмі – 20 крамниць.
Разом з поширенням в Україні XV-XVII століть питних закладів, як то корчма та шинок, сформувався унікальний тип української жінки-торгівельниці горілчаними напоями – шинкарки. Ідея особистості, історично вихована в українках, їх рівноправне становище та постійна відсутність чоловіка-козака, що пішов на Січ, у похід або загинув, турбота про сімейний добробут навчили її бути активною підприємицею. Припускалось, що шинкарками ставали непересічні жінки з сильним характером (що відповідає умовам жорсткої конкуренції), налаштовані на виклик суспільству, готові відстоювати свої інтереси у судах, не боячись гласності і того, що їхнє приватне життя стане підставою для чуток, осуду тощо. 
Водночас завдяки таким якостям, жінок наймали торгувати багаті козаки, у крамницях та шинках козаків Чернігівської та Полтавської губерній торгували переважно жінки, де вони займалися не лише продажем, але й веденням усієї торгівельної справи. Врешті українки “майже повністю витіснити чоловіків з цього промислу”.
Шинкарка присутня на багатьох українських іконах Страшного суду (ХVІ – ХVІІ ст.) серед зображень чисельної людності, що відбуває вічне покарання за свої земні гріхи; традиційно вона із кружкою-келихом у руках, у супроводі чорта, що таємничо нашіптує їй на вухо. Стереотип шинкарки в етнографії – це образ козацького епосу «Насти Горовой, шинкарки молодой» із любовно-лагідним ставленням до господині шинку: 
Шинкарочка молода, усип меду ще й вина.
Усип меду ще й горілки – тепер в мене нема жінки.
Журба мене з ніг валяє, а я з туги та з печалі
Піду в корчму загуляю, шинкарочку одвідаю.

## Політичні діячки
Зафіксовано чимало фактів участі українських жінок-козачок в громадсько-політичному житті. Збереглися адміністративні документи першої дружини Б. Хмельницького Ганни Золотаренко. Третя дружина гетьмана Ганна Сомківна теж керувала країною під час воєнних походів чоловіка, видавала універсали. За відсутності гетьмана українські гетьманки іноді брали на себе всю повноту влади.
Задокументовані підписи дружин гетьманів і козацької старшини. У списках, які підтверджували чи заперечували чинність Люблінської унії 1569 року, є десятки жіночих імен. Дружина правобережного гетьмана Семена Палія вела переговори з іноземними послами, які приїжджали в «Палієву державу». «Мати-полковниця», як звали її козаки, не тільки керувала Правобережжям, коли чоловік був на засланні, а й не раз проводила війну то з московитами, то з їхніми союзниками поляками, оберігаючи Фастівщину від іноземних зазіхань. По церквах Фастівщини збереглися її портрети, де вона зображена зі своїми внуками. Одна з внучок згодом стала матір'ю відомого польського героя Тадеуша Костюшка. А коли Павло Полуботок за викликом Петра І мав їхати до Петербурга, знаючи, що його там може чекати, він довірив дружині опікуватися всім добром Війська Запорозького і особливо дбати про недоторканність військового скарбу (цей скарб досі не знайдено).
Волинська княгиня Софія Ружинська та Ганна Борзобогата-Красенська відмовлялись підкорятись вимогам місцевої влади і навіть розпорядженням польського короля.
Пізніше на тлі агресивного витіснення Московським царством пам'яті про традиції давнього українського життєустрою, в стосунки між статями, за посередництва православної церкви, був внесений сильний струмінь ворожості і гніту. Протягом XVIII-XIX ст., законодавчо наблизивши українських жінок до безправного становища росіянок, значно змінили уявлення населення України про розподіл гендерних ролей в суспільстві.

## Жінки-козачки в бойових діях
Відомо, що сестра полковника Івана Донця брала безпосередню участь у бойових діях проти польських військ на Волині 1649 р. як кіннотниця. Під час однієї з ворожих атак вона загинула. Ганна Борзобагата-Красенська, що керувала скарбницею Луцької єпархії, під час нападу на її маєток відбила атаки загону шляхти і з мечем у руках розігнала військо польського короля Стефана Баторія. А Софія Ружинська, волинська княгиня, на чолі військового загону, що нараховував 6 тис. чол. піхоти та кінноти, приступом здобула замок князів Корецьких у місті Черемоші. В листопаді 1654 р. під час оборони міста-фортеці Буші дружина Михайла Завісного, коменданта замку, що поліг у бою, Олена, «підпалила порохівню й висадила в повітря себе, своїх дітей, кількох оборонців, а разом і всіх поляків, котрі нараховували 4 тис. чол.». М. Грушевський, розповідаючи про запеклі бої козаків Богдана Хмельницького з поляками, наголосив на тому, що не тільки “чоловіки, а й жінки билися”. У переказах знаходимо розповіді про подвиги отаманки Насті, дружини кодацького сотника Семена Мотори – Варвари, про дівчину-попівну з міста Ведмедівка.   
Серед козацьких загонів в походах постійно знаходилася достатньо велика кількість жінок (дружини козацької старшини та заможних козаків, “дівки-бранки”, куховарки, “ворожки-чарівниці”, їх помічниці), які за необхідності виконували функції зв’язкових, шпигунок, диверсанток. 
В історичній пісні “Ой не знав козак” розповідається про козака Супруна, який, потрапивши в ординський полон, передає сестрі лист з проханням про допомогу (вчувається відгомін переказів часів Русі-України про жінок-войовниць билинного епосу). Сестра козака почала воювати, брата з неволі визволяти:  
Почала бусурманців в полон гнати.
– Ох і зоставайся здоров, милий брате,
Та давай же ти сестри завчасу вже знати.
– Сестро ж моя дорогая, Яка ж ти слуга сильная!

#### Жінки-характерниці
Часто на полі бою козакам-воякам допомагали жінки-чаклунки, жінки-характерниці.  Ці беззбройні жінки, сидячи під пострілами на дахах обложених міст, чарами та закляттями намагалися відвести кулі та ядра від оборонців. Віра в ту магічну силу («спас») надихала козаків.

#### Українські войовниці в літературі
В польській і староукраїнській літературі XVI – середини XVII ст. складається окремий літературний жанр, в якому прославляються (а не висміюються, як те було зазвичай у більшості країн Західної Європи) «надзвичайні жінки, які ведуть себе, як чоловіки» і втілюють гідний для наслідування архетип жіночої потуги. Сюжети пов'язані з участю жінок у бойових діях військових підрозділів; частковою активною участю жінок у таємних розвідувально-агітаційних акціях; захистом степових фортець і поселень від нападників; визволенням з неволі бранців. 
Польський поет XVI ст. Ян Кохановський (1530-1584) переконував, що історія слов'ян починається з жінок, войовничих амазонок, які, прийшовши в Скіфію, заснували на її території дві Сарматії – польську та руську. На початку XVII ст. польсько-український поет Іван (Ян) Домбровський в поемі «Дніпрові камени» (1619р.), викладаючи героїчну історію Русі, повідав, що «стать слабосила жіноча виблискує доблестю часто».
С. Величко, на тлі “мішанини з політики, крові й пожеж”, змалював сценарії участі жінок у військових змаганнях українського козацтва. Так, сестра полковника Донця Солоха разом з товаришками брала безпосередню участь у козацькому поході, перебувала в козацькому таборі і навіть «пробувала щастя в козацьких герцях», що личило лише найвідважнішим воїнам. В іншому місці автор літопису розповідає про відвагу та військові хитрощі Катерини Лупул – тещі Тимоша Хмельницького, яка після його передчасної смерті керувала обороною міста Сочави.

## Релігійні діячки

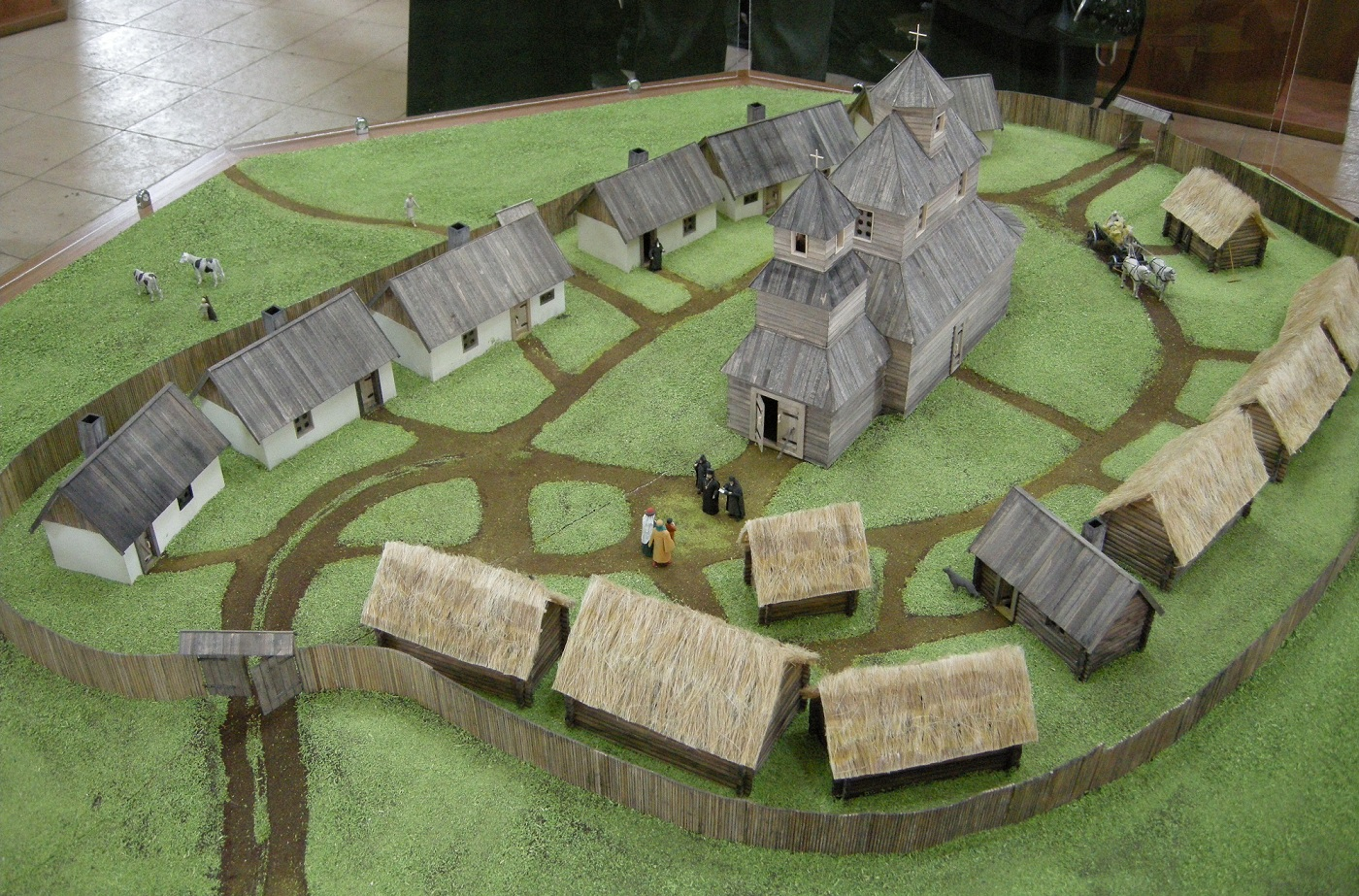
Пересопницький монастир, с. Пересопниці Рівненської області, місце створення Пересопницького Євангелія, що написане живою українською мовою

В розбудові храмів, монастирів, шкіл, шпиталів велику роль відігравали представники найосвіченіших верств українства, зокрема жінки-шляхтянки. Олена Горностаєва з родини князів Чорторийських – фундаторка Пересопницького монастиря. Раїна Могилянка заснувала в Україні багато монастирів, зокрема Густинський, Ладанський, Лубенський-Мгарський, Скит Манявський у Галичині. Марія Магдалена Мазепа, ігуменя, меценатка, вишивальниця та політична діячка, ставши ігуменею Флорівського Вознесенського, настоятелькою Глухівського монастиря, сприяла розвитку освіти та мистецтва гаптування (вироби нині зберігаються в музеях України).

#### Баби-повитухи
Україна, що перебувала у сфері впливів православної церкви, не стала ареною великих полювань на відьом, не відбулась драма "полювання на повитух". Баба-повитуха залишалась однією з найшановніших осіб у селі, саме від її знання і вміння залежали успішні пологи, життя і здоров'я дитини, традиційно вона грала важливу роль й у подальшій долі дитини і матері. Бабів у місті було небагато (0,4%) і вони мали встигнути на всі пологи.
Православна церква до деякої міри знайшла шляхи співіснування з ними. Перед пологами повитухи просили благословення у священника, замовляли в нього молебень чи акафіст Діві Марії, яку вважали покровителькою вагітних. Баба могла сама, без священика, охрестити дитину, що народилася слабкою чи з вадами і могла померти. Дитину, що вижила, потім “по-справжньому” хрестили у церкві.

#### Культ Богородиці-Покрови

Покровська церква у Батурині
Зруйновано 1783р., 1936р.
Відбудовано 1789р., 2008р.</br>Фото 1934 р.

Традиції шанування жінки-матері виявились в поклонінні жінці-матері-Богородиці, яку козаки вважали своєю релігійною покровителькою і заступницею;  в ідеалізації понять Україна-мати, об'єднуюча віра та церква-мати, Січ-мати, козацька шабля-мати, де Січ і шабля уособлювали ідеальну матір-заступницю: у вірші про Корсунську перемогу козаків під проводом Богдана Хельницького читаємо: «Да будет всегда плодна козацькая мати і діти її в силі всегда процвітати!»;  в п’єсі «Милість Божа…» 1728 р.: 
Не отобрали еще ляхи нам остатка:
Жив Бог, и не умерла козацкая матка.

Пік популярності культу Покрови припадає на останні два десятиліття XVII – першу половину XVIII століття. На всіх Січах Головна січова церква завжди була на честь Покрови, а храмовим святом на Запорожжі було свято Покрови Пресвятої Богородиці. Значна частина церков і каплиць, зведених на землях запорозьких вольностей, присвячувалась Богоматері, одна з найперших церков Святої Покрови – кам'яний храм-фортеця в Сутківцях на Поділлі (1471 р.).

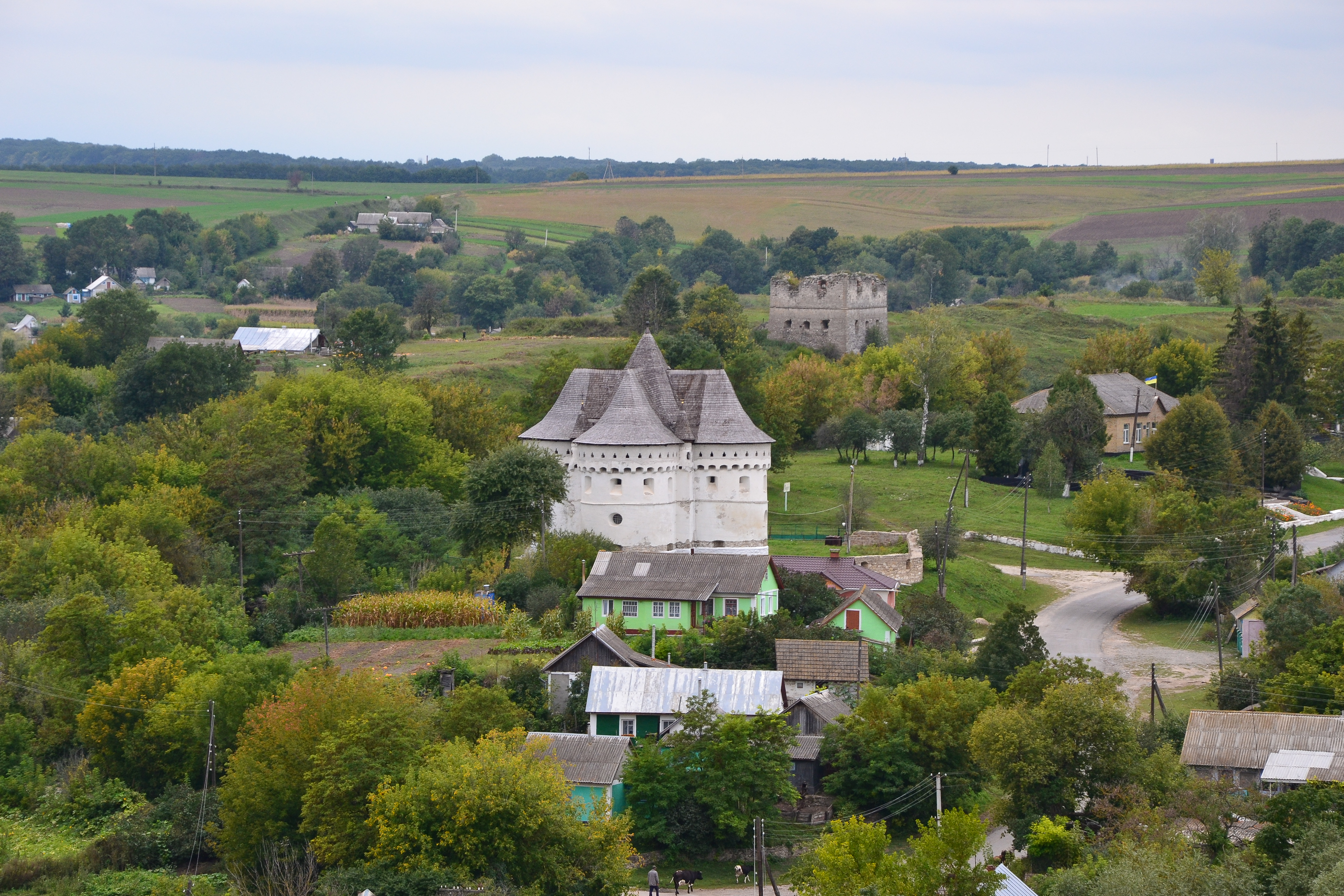
Покровська церква-фортеця 1471 р., с. Сутківці Хмельницької обл.

Козаки носили на грудях хрестики з її зображенням, ікона Покрови була в кожному козацькому курені. Зображували її й на хоругвах, під якими козаки виступали в походи. Перед кожним походом навколішки ставали на молитву до Пресвятої Богородиці – "Під Твою милість прибігаємо". Саме на свято Покрови Пресвятої Богородиці, 14 жовтня, на козацькій раді січовики щороку обирали кошового отамана. 
Вважається, що свято Покрови постало із сюжету "Житія Андрія Юродивого" про чудесну появу Божої матері у константинопольські Влахернській церкві, де зберігався її плат, ризи та частина пояса. Саме Андрій, слов'янин за походження, та його учень Епіфаній завважили появу цієї групи над головами співгромадян. Богородиця помолилися за безпеку громади (Константинополь саме взяли в облогу сарацини), а потім зняла омофор і простерла його на захист усіх, хто перебував у молитві. Проте Візантійська церква свята Покрови не мала. 

##### Політична іконографія козацької Покрови

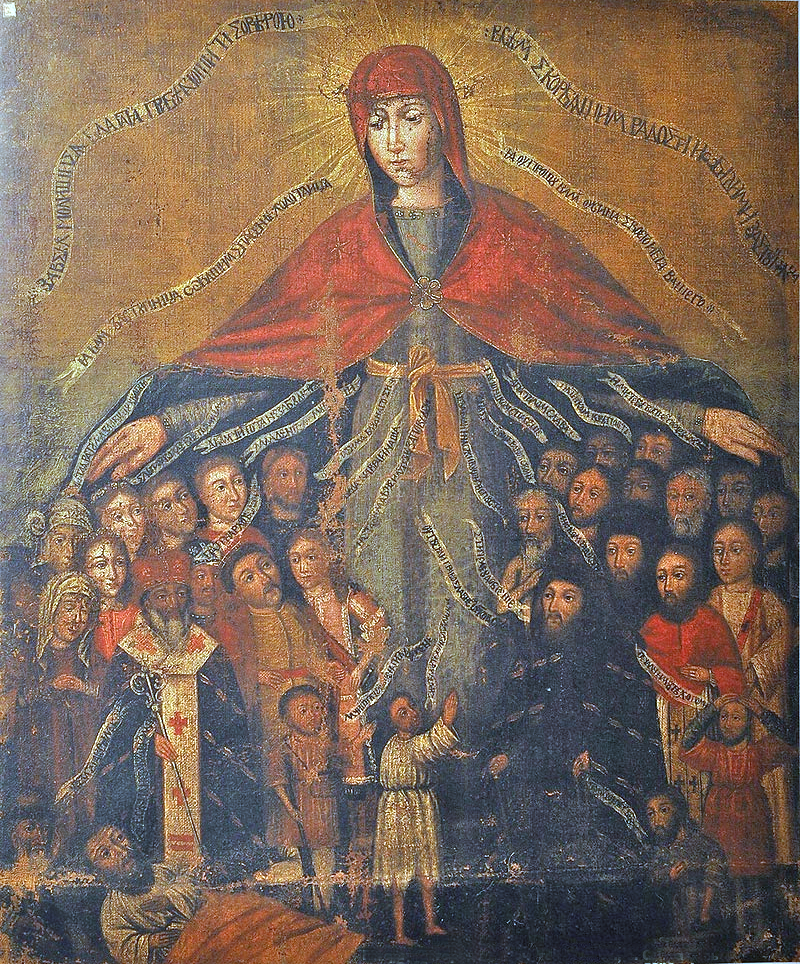
Ікона Богородиці Матері Милосердя з церкви у Старій Солі на Старосамбірщині (НМЛ) (між 1674 і 1696 роками)

Особливе пошанування Покрови Богородиці збереглося, коли козацтво створило свою державу – Гетьманщину. У ній у XVII-XVIII ст. панує "козацьке бароко". Виникає й новий тип ікони – "Козацька Покрова" (під покровом-омофором Богородиці іконописці розміщують українських ієрархів, гетьманів, старшину та значних козаків) , один із найпопулярніших іконографічних типів козацької України. 
Особливу увагу дослідників ці ікони завдячують зображенням "зустрічей" козаків і царів, адже вони багатші на політичні "меседжі",  ніж будь-які інші іконографічні типи, властиві тому періоду. У західноукраїнських іконах Покрови кінця XVII – початку XVIII століття фігури єпископів і ченців поруч із образами "приручених" польських королів вособлювали союз українських єпископів із польською владою, що його оприявнило поширення унії в Західній Україні. На Запорожжі іконографія Покрови представляла дух автономії або й незалежності запорозького козацтва від імперської влади, ідеологічно зіпертої на офіційному православ'ї. А в Гетьманщині, натомість, ікони Покрови засвідчували релігійну єдність малоросійських козаків із великоруськими царями, а також готовність перших приймати протекцію і зверхність других.

## Меценатки освіти

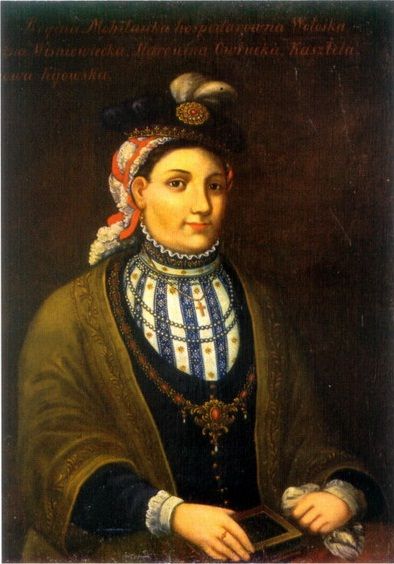
Раїна Вишневецька (Могилянка)

Важливим напрямком меценатської діяльності українських жінок було фондування нових православних шкіл та опіка над діючими. Так, шляхтянка Раїна Ярмолинська та господарівна Марія Могилянка активно підтримували у своїх повітах православні школи та монастирі. Єлизавета Могила активно підтримувала Львівське братство, допомагаючи йому своїм впливом та матеріально. Дочка Єлизавети Ганна Могила, у шлюбі Пржерембська, не лише допомагала братству, але й сама у 1630 році вписалась у реєстр львівських братчиків. Громадська та політична діячка Гальшка (Єлизавета) Гулевичівна була однією із засновниць Київського братства, Київського Богоявленського монастиря та школи при ньому.

## Культурні діячки

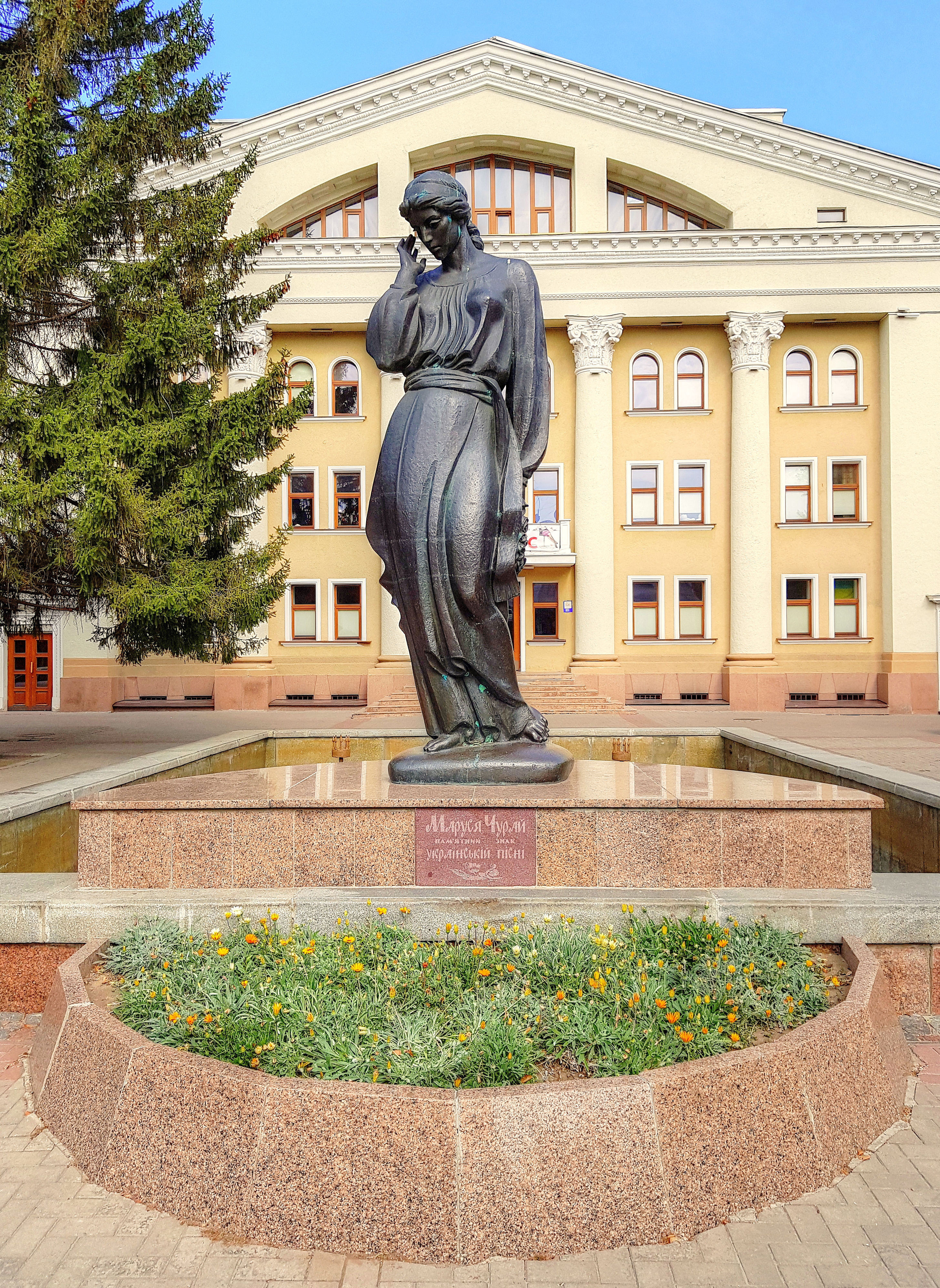
Пам'ятник Марусі Чурай на Театральній площі, м. Полтава

Коли на межі ХVІ-ХVІІ століть православ’я стало в Україні символом боротьби із засиллям польської мови та культури в цілому, немало  жінок стало на захист православ’я, ведучи меценатську та культурницьку діяльність. Ганна Гойська, Раїна Соломирецька, Гальшка Острожська, Софія Чарторийська, Гальшка Гулевичівна, Раїна Могилянка назавжди в історії визвольних змагань українського народу проти полонізації. 
Козацьку добу можна вважати за золотий вік української народної поезії, культурний спадок збагатився новими нашаруваннями (історичні пісні та думи, любовна лірика, велика кількість баладових і насмішливих пісень, нові форми танкових пісень, козак і коломийка, нові мелодії, серед нових інструментів - кобза-бандура й ліра) . 
Серед творців українських пісень – народна поетеса Маруся Чурай: «Віють вітри, віють буйні», «Шумить, гуде дібровонька», «За світ встали козаченьки», «В огороді хмелинонька грядки устеляє», «Ой, не ходи, Грицю, та й на вечорниці» та ін.

## Галерея

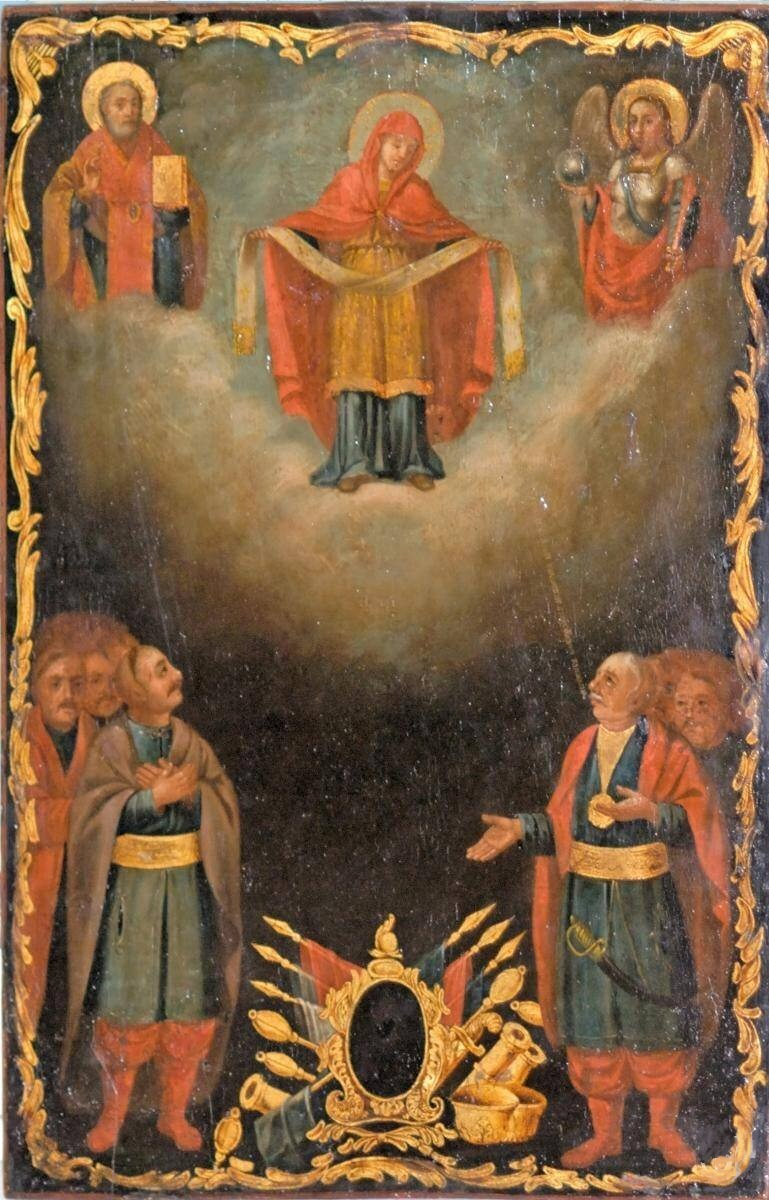
Ікона, Козацька Покрова
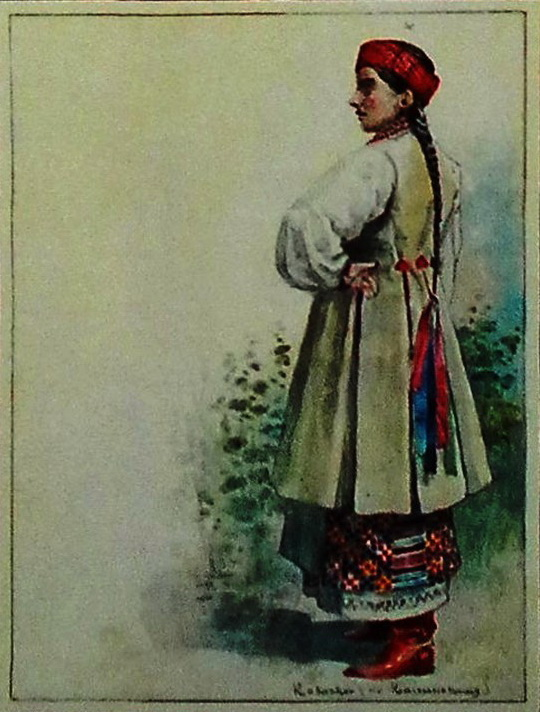
А. Ждаха. Козачка
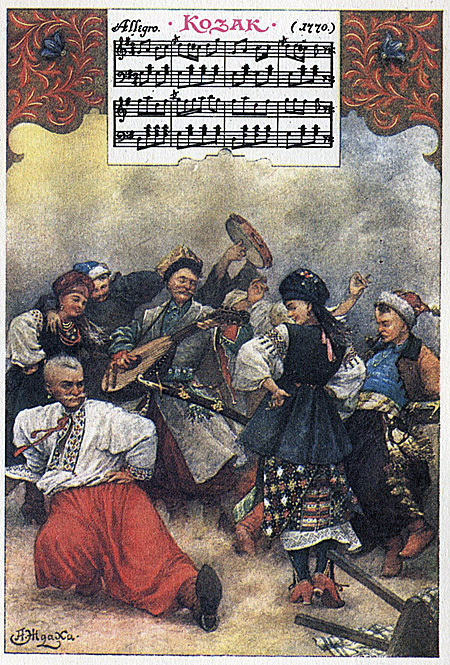
А. Ждаха. Козак
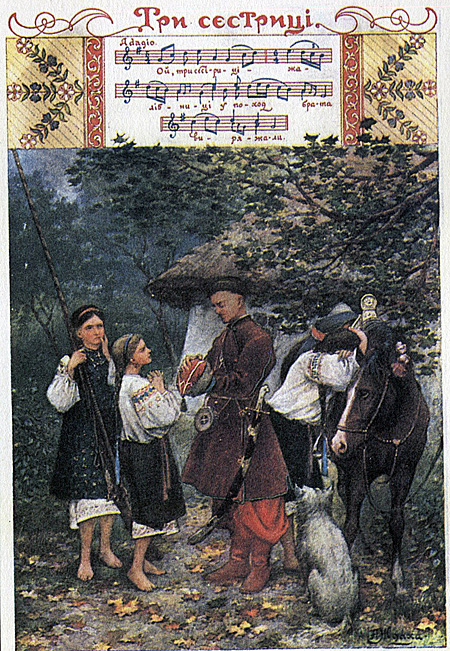
А. Ждаха. Ой, три сестриці-жалібниці
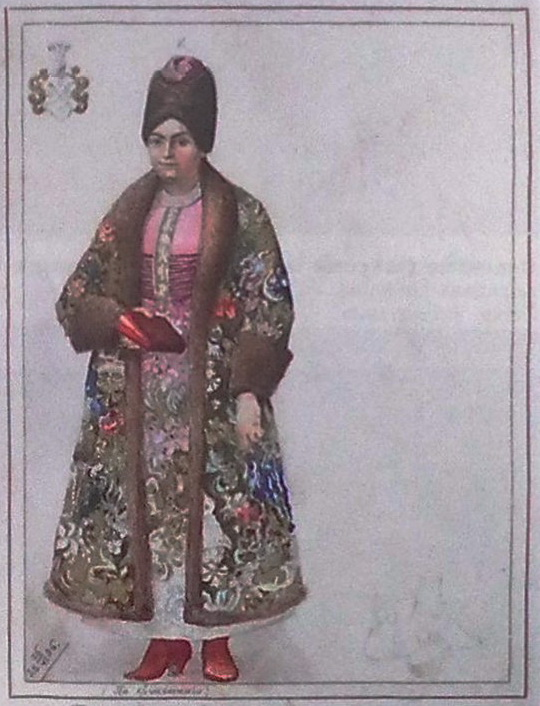
Амвросій Ждаха, портрет Параски Сулими, 1896р.
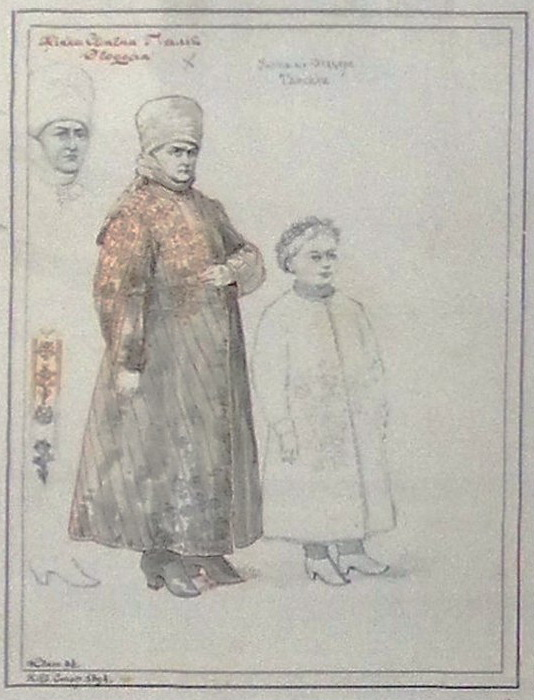
Амвросій Ждаха, Феодосія Палій з онукою
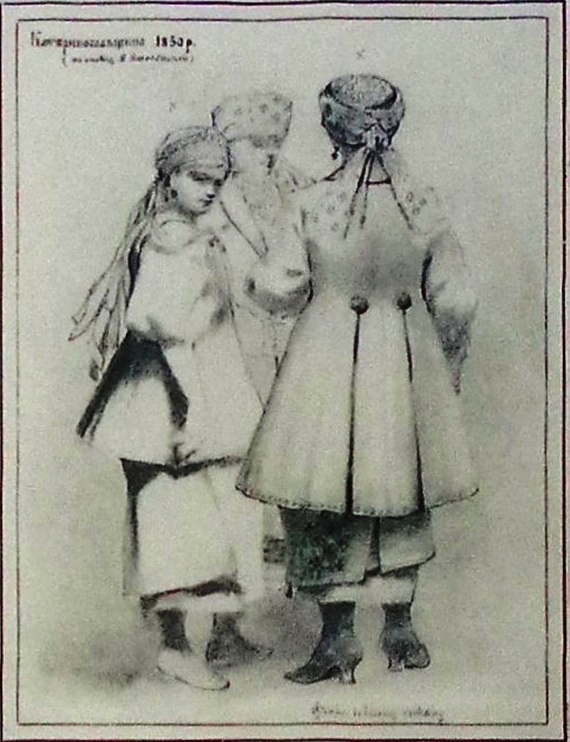
А. Ждаха. Дівчата та жінки в білому кіндяку з Катеринославщини
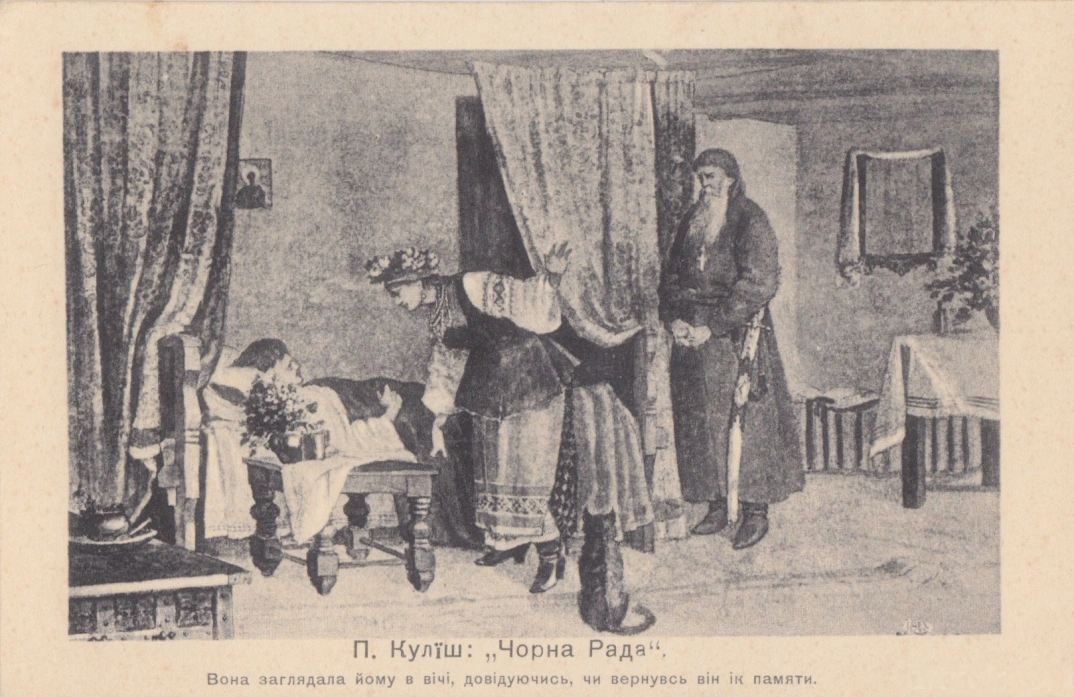
А. Ждаха. 1911 р. - ілюстрація до Чорної Ради (лікування)
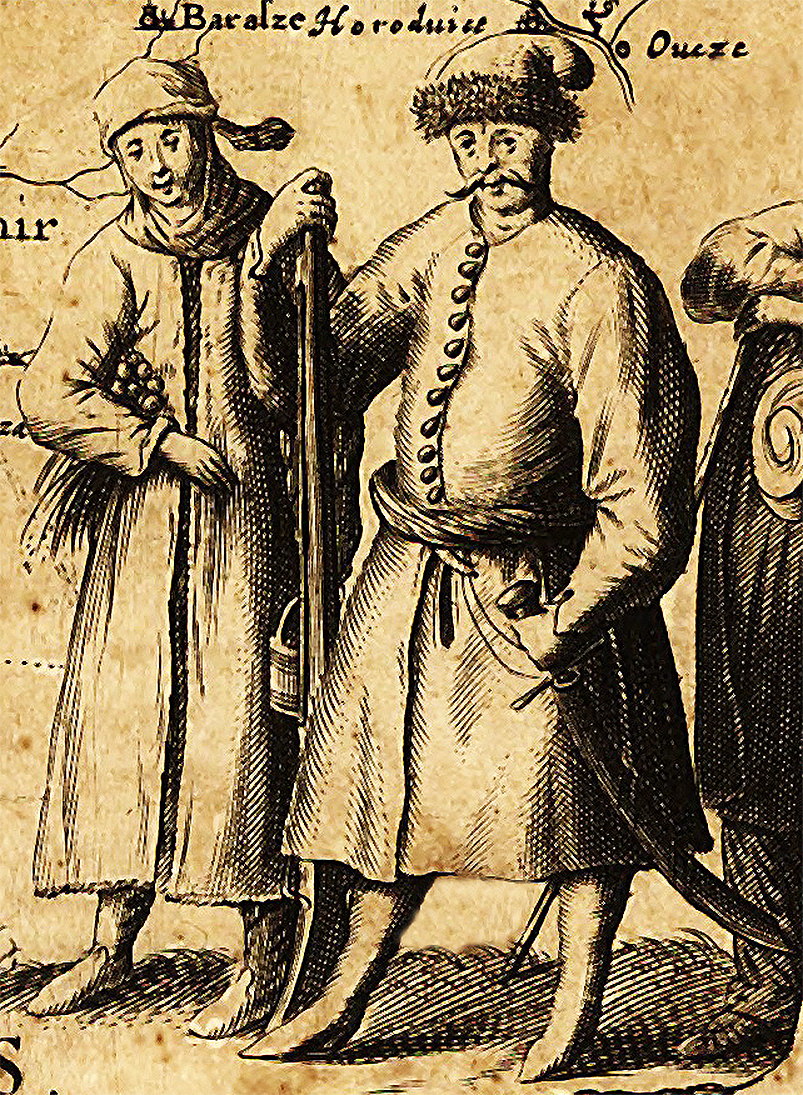
Козак і козачка (фрагмент мапи Боплана), 1648 р.